# Samuel Nouchi
Pour les articles homonymes, voir Nouchi.
Pas d'image ? Cliquez ici

a Compétitions nationales et continentales officielles uniquement.

Samuel Nouchi, né le 1er août 1975 à Monaco, est un joueur français de rugby à XV qui évolue au poste de deuxième ligne (2,02 m pour 114 kg). 
Il est le père de Lenni Nouchi, joueur professionnel de rugby à XV.

## Carrière
Son fils, Lenni Nouchi, est également joueur de rugby à XV et évolue notamment pour le Montpellier HR.

## Palmarès
- Vainqueur du Championnat de France en 2002 avec le Biarritz olympique.